# UFC 144
UFC 144: Edgar vs. Henderson — событие организации смешанных боевых искусств Ultimate Fighting Championship, которое прошло 26 февраля 2012 года на Saitama Super Arena в японском городе Сайтама. Главным поединком дня стал бой за титул чемпиона UFC в лёгком весе, в котором американец Фрэнки Эдгар бился со своим соотечественником Бенсоном Хендерсоном. Победу единогласным решением судей одержал 28-летний Хендерсон. С Таканори Гоми должен был драться австралиец Джордж Сотиропулос, однако он получил травму и его заменил Эйдзи Мицуока, а получившего травму американца Леонарда Гарсию в бою с Чжаном Тецюанем заменил дебютант Иссэй Тамура. На взвешивании Куинтон Джексон оказался на 6 фунтов (около 2,7 кг) тяжелее верхнего предела для полутяжёлой весовой категории, поэтому его бой с Райаном Бадером был переквалифицирован в бой в промежуточном весе, а Джексон был оштрафован на 20 процентов своего гонорара.
Лучшим боем дня был признан бой между Эдгаром и Хендерсоном, лучший нокаут провёл Энтони Петтис, а лучший болевой приём — Вон Ли. Все четыре спортсмена получили премию в 65 тысяч долларов.

## Бои
| Категория                           | Победитель       | Проигравший      | Способ победы               | Раунд | Время |
| Предварительные бои                 |                  |                  |                             |       |       |
| Полулёгкий веc                      | Иссэй Тамура     | Чжан Тецюань     | нокаут (удары)              | 2     | 0:32  |
| Легчайший вес                       | Крис Кариасо     | Такэя Мидзугаки  | единогласное решение        | 3     | 5:00  |
| Средний вес                         | Рики Фукуда      | Стив Кантуэлл    | единогласное решение        | 3     | 5:00  |
| Легчайший вес                       | Вон Ли           | Норифуми Ямамото | болевой приём (рычаг локтя) | 1     | 4:29  |
| Легкий вес                          | Таканори Гоми    | Эйдзи Мицуока    | технический нокаут (удары)  | 2     | 2:21  |
| Основные бои                        |                  |                  |                             |       |       |
| Полулёгкий вес                      | Энтони Петтис    | Джо Лозон        | нокаут (удары)              | 1     | 1:21  |
| Полулёгкий вес                      | Хацу Хиоки       | Барт Палашевский | единогласное решение        | 3     | 5:00  |
| Средний вес                         | Тим Боуч         | Юсин Оками       | технический нокаут (удары)  | 3     | 0:54  |
| Полусредний вес                     | Джейк Шилдс      | Ёсихиро Акияма   | единогласное решение        | 3     | 5:00  |
| Тяжёлый вес                         | Марк Хант        | Чейк Конго       | технический нокаут (удары)  | 1     | 2:11  |
| Промежуточный вес (95 кг)           | Райан Бейдер     | Куинтон Джексон  | единогласное решение        | 3     | 5:00  |
| Бой за титул чемпиона в лёгком весе | Бенсон Хендерсон | Фрэнки Эдгар     | единогласное решение        | 5     | 5:00  |